# Wixhausen
Wixhausen, Darmstadt-Wixhausen – dzielnica miasta Darmstadt w Niemczech, w kraju związkowym Hesja. Na jej terenie znajduje się instytut badawczy GSI Helmholtzzentrum für Schwerionenforschung.